# Nomenament papal

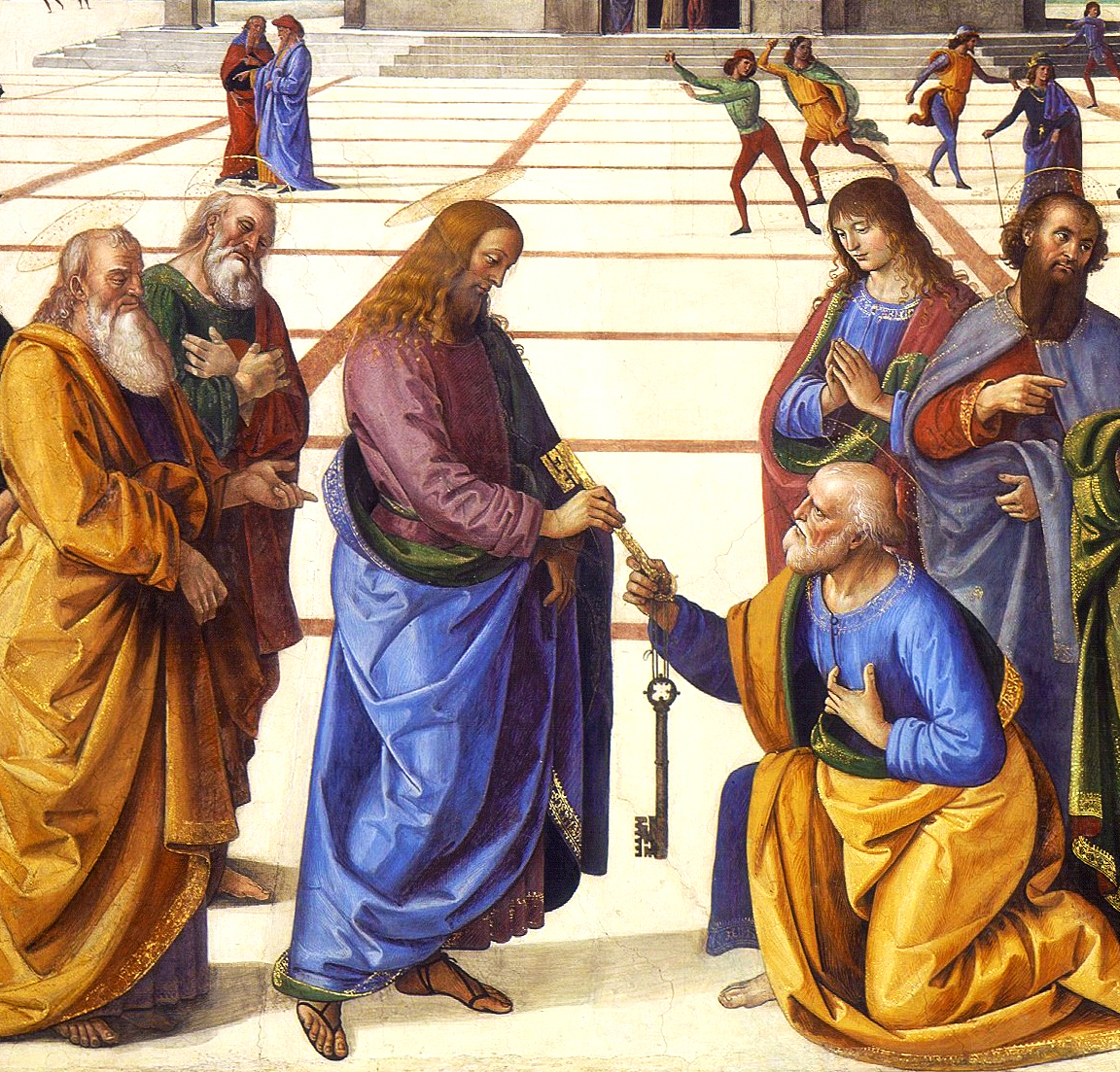
Segons la doctrina catòlica, Jesús nomenà Pere com el primer papa.

El nomenament papal era un mètode medieval per elegir el papa. Els papes sempre han estat seleccionats a través d'un concili de sacerdots de l'Església; no obstant, les eleccions papals abans del 1059 sovint es caracteritzaven per la confirmació o nomenament per part o bé dels governants europeus seculars, o bé dels seus predecessors. Els procediments posteriors al conclave en gran manera foren dissenyats per limitar la interferència dels governants seculars que va caracteritzar el primer mil·lenni de l'Església Catòlica Romana, i va persistir amb pràctiques com la creació de cardenals de corona i el jus exclusivae. El nomenament es podia fer de diverses maneres, amb rols que diferien entre els laics i líders civils, els emperadors romans d'Orient i alemanys, i les famílies romanes nobles. El paper que tenia la cita vis-a-vis de la població general i el clergat era procliu a variar considerablement, i el seu pes tant podia ser definitiu com considerar-se un mer suggeriment o ratificació d'una elecció prèvia.
La institució es va originar a l'antiga Roma, on en més d'una ocasió l'emperador va intervenir per resoldre disputes sobre la legitimitat dels candidats papals. Un precedent important d'aquest període és l'edicte de l'emperador Flavi Honori, que va ser emès després d'un sínode que ell havia convocat per destituir l'antipapa Eulali I. El poder va passar al rei dels Ostrogots, després a l'emperador romà d'Orient o el seu delegat, l'exarca de Ravenna). Després d'un interregne, els reis francs i l'emperador romà generalment assumien el paper de confirmar els resultats de les eleccions papals. Durant un període que es coneix com el saeculum obscurum, el poder va passar de l'emperador als poderosos nobles romans Crescentii i després als comtes de Túsculum.
En molts casos, la coronació papal es va retardar fins que l'elecció es confirmava. Diversos antipapes es van nomenar de manera similar. Aquesta pràctica es va acabar amb la Lluita de les Investidures, en gran part a causa dels esforços del Cardenal Hildebrand (futur Papa Gregori VII), que va tenir un paper important en l'elecció dels seus quatre predecessors, i la butlla papal de 1059 In Nomine Domini del papa Nicolau II.
Tot i que la pràctica va ser prohibida pel Concili d'Antioquia (341) i el Concili de Roma (465), els bisbes de Roma, així com altres bisbes, sovint van exercir una forta influència sobre el seu successor, fins i tot després del segle vi. La majoria dels papes des del segle IV al segle xii van ser nomenats o confirmats pel poder secular.